# 他们 (小说)
《他们》（英語：Them）是乔伊斯·卡罗尔·欧茨的一部小说，1969年出版，获1970年美国国家图书奖。小说讲述了底特律温德尔一家1937年到1967年的家族史，主要人物有洛雷塔、她的儿子朱尔斯、女儿莫林。全书按时间顺序展开，没有贯穿的情节，只有一些碎片化的细节。

## 情节
洛雷塔16岁时，恋人被哥哥枪杀在她的床上。警察霍华德·温德尔帮她了结了此案，成了她的丈夫。儿子不到一岁丈夫就失业了，全家搬到霍华德伯伯的农场。洛雷塔受到婆婆严厉管教，等她第三次怀孕时，霍华德参军离去。快到25岁的洛雷塔带三个孩子来到底特律，她准备当妓女讨生活，结果入狱。后来孩子们陆续上了学，丈夫归来，可他一次出去干活时被砸死。洛雷塔跟一个失业卡车司机弗朗结了婚，有一个儿子。弗朗因毒打她的女儿被捕，两人离婚。逃走了19年的哥哥回来住在了洛雷塔这里，二人一起照料病中的莫琳。遭遇暴乱和抢劫后，她认识了在邮局工作的埃塞尔。
洛雷塔的儿子朱尔斯，有着骚动不安的心。在乡下就曾离家出逃过。还有一次他在谷仓里玩，结果引起火灾。他12岁就爱上了他妹妹的老师；比他大好几岁的姑娘也来找他，还有几个小偷朋友，结果几次进入儿童收容所。15岁时，朱尔斯因打人被开除。他给酒店送、停车场工作过。父亲死后，他在一个卡车运输队工作，终于有了一辆1950年产的福特牌汽车。最终他搬了出去，但每周仍给母亲20块钱。 朱尔斯通过情妇费伊认识了冒险家伯纳德，朱尔斯替他开车有着很高薪资。但伯纳德突然被杀，只好开起卡车，还爱上了伯纳德的外甥女娜旦，带着她开车出逃。在去德克萨斯州的路上，他不惜打劫行窃来买东西讨她欢心。但当他严重腹泻病、高烧得失去知觉后娜旦离开了他。他让人做医学试验挣零钱，留下病根。到底特律后，他与已婚的娜旦重遇。娜旦与朱尔斯重新在一起，二人在大街的便道上漫步是，她把朱尔斯的胸脯打了两抢。30岁的朱尔斯变得彻底颓废，过上了糜烂的生活，一个爱他的姑娘出卖肉体来为他挣钱，但她被捕时他无动于衷。最后他甚至卷入暴乱。不过，他仍对家庭十分挂牵，并仍然爱着娜旦，幻想着和她结婚。
大女儿莫琳在学校就是大家公认的好学生，在家里是母亲的好帮手。她讨厌弗朗，又希望母亲幸福。她常去公共图书馆去看书，可洛雷塔怀疑她去会男朋友。她还得伺候晚归的弗朗吃晚饭，她忍无可忍，决定出走。她出卖肉体换钱，结果钱被弗朗看见，弗朗把她毒打了一顿。她大病一年零一个月，变得又傻又丑。母亲和舅舅的照料下她终于清醒过来了。她重新念完中学，当了打字员，独自居住，这时已有26岁了。她选中了一个结过婚、有三个孩子的老师，终于按计划结了婚。但她没得到爱情、幸福和钱，变成了另外一个人。

## 风格与主题
《他们》使用了剪辑式的结构，运用了意识流手法，细致的刻画洛雷塔家的日常生活。对于变态和扭曲的心理也有颇多渲染，揭示了底层社会生活的阴暗面。
书中的主人公同以西奥多·德莱塞、约翰·斯坦贝克为代表的传统自然主义作品中的主人公类似，也是贫民窟的，男人被迫付诸暴力，女人被迫卖身，表现了底层人民生存状况的悲惨。这部小说强调客观性，欧茨本人在小说中露面，《作者的话》中强调小说是学生莫琳·温德尔的亲身经历，是事实的报道，并在小说中摘录了莫琳给“欧茨小姐”的两封信。但与传统自然主义不同的是，欧茨的主人公克服各种困难幸存了下来，突出了他们支配自己的意志。1976年的采访中，作者说《他们》是对自然主义的戏仿。
小说采用第三人称叙事，以主要人物为叙事者，意识在不同叙事者身上来回跳跃，每个人物的视角都不尽客观。全书共39个小结，分为3部分，结构上体现了人与生活的对立，人与人的感情经历之间互相纠缠。书中呈现出一个极度荒诞的世界，表现了作者的存在主义倾向。结尾处，洛雷塔要再婚、朱尔斯要去加利福尼亚、莫琳怀上了孩子，给人希望，但又有着隐忧，可供读者做开放式的解读。